# پیله (ترانه بیورک)
«پیله» (به انگلیسی: Cocoon) ترانه‌ای از خوانندهٔ ایسلندی بیورک می‌باشد که در چهارمین آلبوم استودیویی او تحت عنوان وسپرتین (۲۰۰۱) قرار دارد. این ترانه در ۱۱ مارس سال ۲۰۰۲ از سوی وان لیتل ایندین رکوردز به‌عنوان سومین تک‌آهنگ از آلبوم منتشر گردید. بیورک که رابطه‌اش با متیو بارنی الهام‌بخش او شده بود، تصمیم گرفت آلبومی با حال‌وهوای خانگی بسازد. بیورک به‌همراهٔ کناک این ترانه را نوشته؛ اشعار این قطعه درمورد زنی می‌باشد که تجربهٔ آمیزش با معشوقش را در لحظات آرام پس از رابطه شرح می‌دهد، این روایت صراحتی جنسی دارد؛ که هم به‌صورت مستقیم و هم از طریق فاش گویی و استعاره بیان شده است.